# 普萊森特希爾鎮區 (密蘇里州卡斯縣)
普萊森特希爾鎮區（英語：Pleasant Hill Township）是位於美國密蘇里州卡斯縣的一個行政鎮區。

## 地方資料
普萊森特希爾鎮區的面積為71.69平方千米，當中陸地面積為71.06平方千米，而水域面積為0.63平方千米。根據2020年美國人口普查的數據，當地共有人口9708人，而人口密度為每平方千米135.42人。